# ملعبة

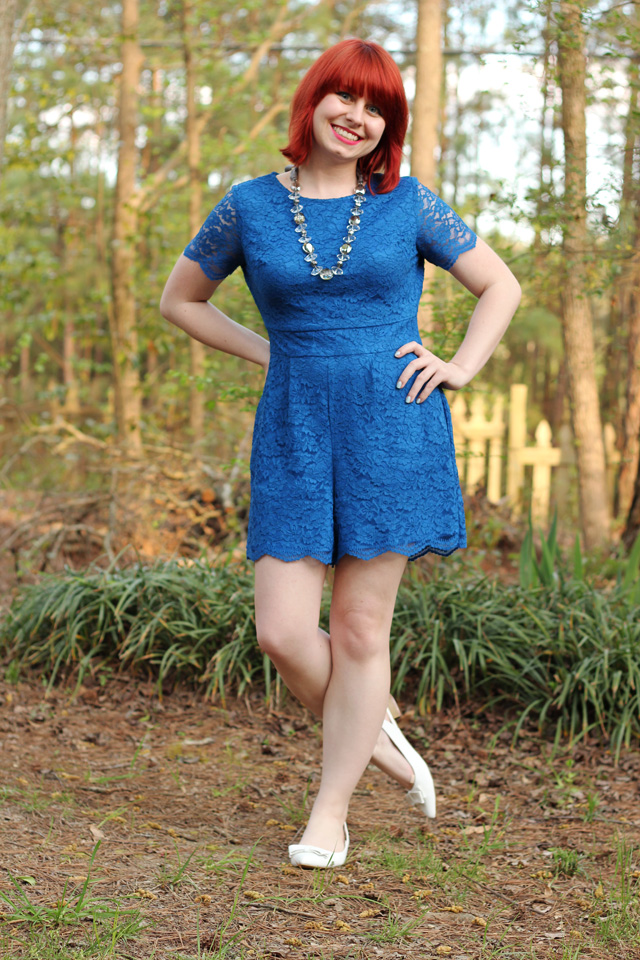
امرأة مرتدية ملعبة زرقاء مخرمة.

المِلعَبَة هي لباس من قطعة واحدة أو قطعتين تنتج من دمج قميص مع بنطال قصير. وتسمى أيضاً لباس اللعب. هناك نوعان من الملعبة، نوع للنساء ونوع للأطفال. يتناقض كُمّيها ورجليها القصيرين بشكل عام مع تلك الطويلة للمقفزة.

## روابط خارجية
- "Romper boom: I see Anna, and Blake, and Dita..." in يو إس إيه توداي
- "French rompers / barboteuse" on Historical Boys Clothing website